# Stalen coupérijtuigen

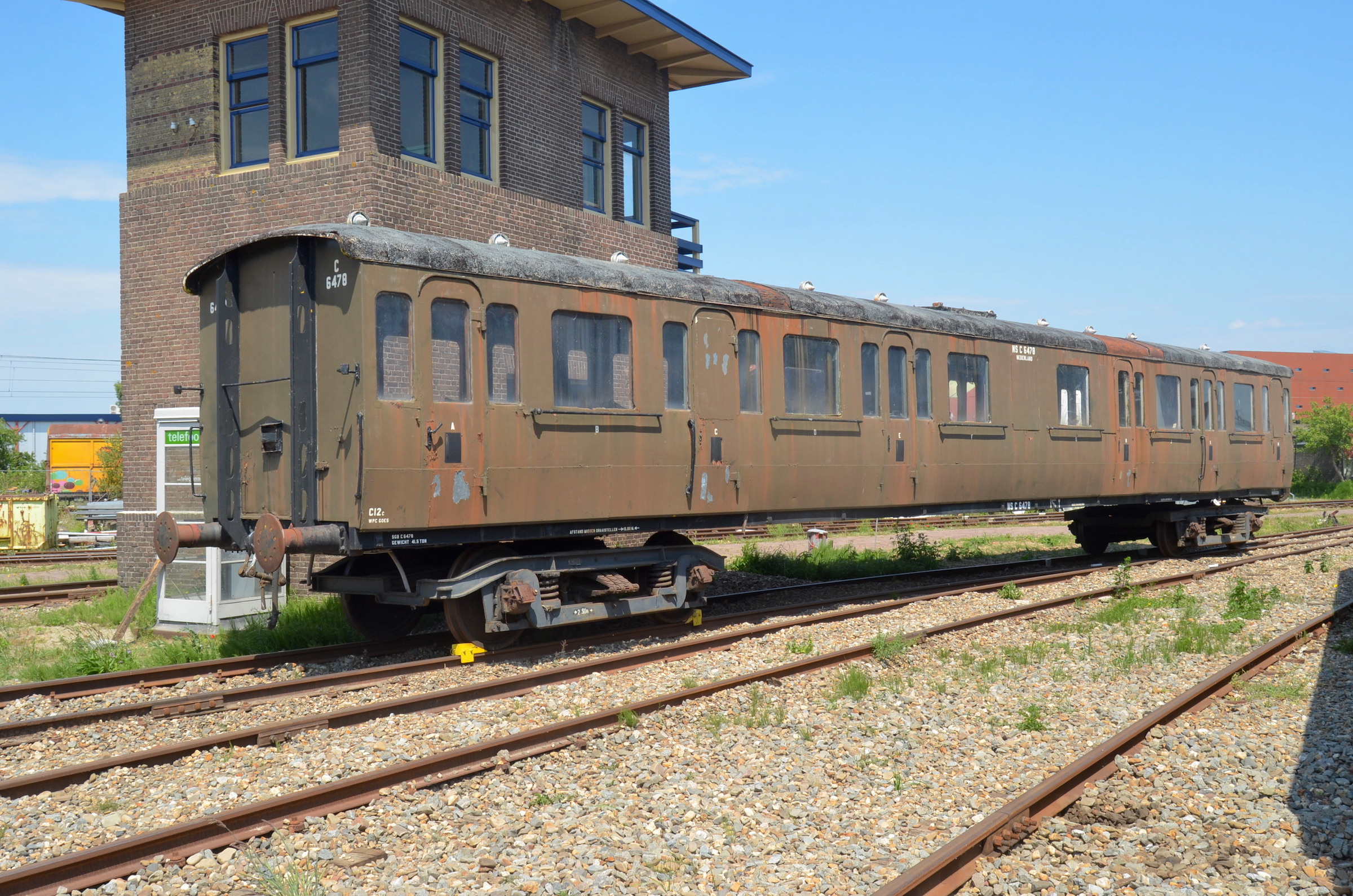
Rijtuig C 6478 bij de SGB te Goes.

De stalen coupérijtuigen was een serie van in totaal 85 rijtuigen die begin jaren 30 in dienst kwamen bij de Nederlandse Spoorwegen. Van dit type zijn alleen rijtuigen met derde klasse gebouwd, waardoor zij altijd samenreden met andere rijtuigen. Oorspronkelijk reden deze wagons samen met eerste/tweede klasse rijtuigen D-treinrijtuigen.

## Einde
Tijdens de Tweede Wereldoorlog zijn talrijke coupérijtuigen naar Duitsland afgevoerd. Hoewel het grootste deel terugkeerde, bleef een aantal rijtuigen voorgoed in de DDR en Polen.
In het begin van de jaren 60 werd de inzet van de rijtuigen beperkt tot enkele spitstreinen en militaire verlofgangerstreinen. In 1966 werd het laatste rijtuig uit dienst gehaald. Rijtuig B6443 kwam terecht bij de Centrale Markthallen in Amsterdam en ging in 1976 naar de Lijnwerkplaats van Amsterdam om opgenomen te worden in het bestand van Het Spoorwegmuseum. Uiteindelijk werd het rijtuig in 1983 alsnog gesloopt. 
Rijtuig C 6478 werd naar een kinderspeelplaats in Utrecht vervoerd en deed daar dienst als onderkomen. In 1991 ging het rijtuig naar de VSM. Sinds 1994 maakte het rijtuig deel uit van de collectie van Het Spoorwegmuseum. In 2009 ging het rijtuig naar de Stoomtrein Goes-Borsele.